# Lyncestis mimica
Lyncestis mimica är en fjärilsart som beskrevs av M.Gaede 1939. Lyncestis mimica ingår i släktet Lyncestis och familjen nattflyn. Inga underarter finns listade i Catalogue of Life.